# Hilton Valentine
Hilton Stewart Paterson Valentine (ur. 21 maja 1943 w North Shields, zm. 29 stycznia 2021) – angielski muzyk, gitarzysta zespołu The Animals.

## Życiorys
Naukę gry na gitarze rozpoczął w wieku trzynastu lat do czego posłużyła mu książka Teach Yourself a Thousand Chords. Uczęszczał do John Spence Community High School. W 1962 roku założył własną grupę muzyczną Wild Cats, z którą nagrał album Sounds of the Wild Cats. W skład zespołu wchodzili Alan Price, Chas Chandler, John Steel i Eric Burdon.
W 1963 roku, gdy formowała się grupa muzyczna The Animals (jeszcze pod nazwą The Alan Price Combo) Valentine został zaproszony do zespołu. Jego autorskie riffy gitarowe w utworach „Baby Let Me Take You Home” i „The House of the Rising Sun” przyczyniły się do wywindowania piosenek na pierwsze miejsca notowań muzycznych w wielu krajach, w tym w Anglii i Stanach Zjednoczonych. W The Animals grał do 1966 roku; w 1968 roku zagrał z nimi jednorazowo na koncercie benefisowym w Newcastle. Po rozstaniu z The Animals był zaangażowany w utworzeniu nowej grupy muzycznej z byłym członkami zespołu The Mockingbirds; pomagał w solowej karierze Keithowi Shieldsowi z dawnej grupy Wild Cats wydając z nim singiel.
Pod koniec lat 60. Valentine przeniósł się do Kalifornii, gdzie, będąc związanym z wytwórnią EMI, nagrał album All in Your Head (1969). Następnie na wiele lat zaprzestał swojej działalności muzycznej. Do branży powrócił w 1976 roku – nagrał z grupą The Animals album Before We Were So Rudely Interrupted (1977). Z kolei w 1983 roku odbył z tym zespołem światową trasę koncertową i nagrał z tą formacją album Greatest Hits Live (znany również jako Rip It to Shreds, 1984).
W latach 1994–2001 grał muzykę z repertuaru The Animals i koncertował po całym świecie. W maju 2001 roku został wprowadzony do Hollywood’s Rock Walk of Fame wraz z innymi członkami The Animals i zagrał dwudniowy koncert w El Rey Theatre.
W 2004 roku Valentine wydał album It’s Folk ‘N’ Skiffle, Mate!, a w 2011 roku Skiffledog on Coburg ST. 
W 1994 roku został wprowadzony do Rock and Roll Hall of Fame jako członek zespołu The Animals.